# Neocteniza osa
Neocteniza osa är en spindelart som beskrevs av Norman I. Platnick och Mohammad U. Shadab 1976. Neocteniza osa ingår i släktet Neocteniza och familjen Idiopidae.
Artens utbredningsområde är Costa Rica. Inga underarter finns listade i Catalogue of Life.